# مسجد سید تیران
مسجد سید تیران مربوط به دوره قاجار است و در تیران، خیابان طالقانی واقع شده و این اثر در تاریخ ۲۵ خرداد ۱۳۸۱ با شمارهٔ ثبت ۵۸۸۸ به‌عنوان یکی از آثار ملی ایران به ثبت رسیده است.